# Sociedad persianada

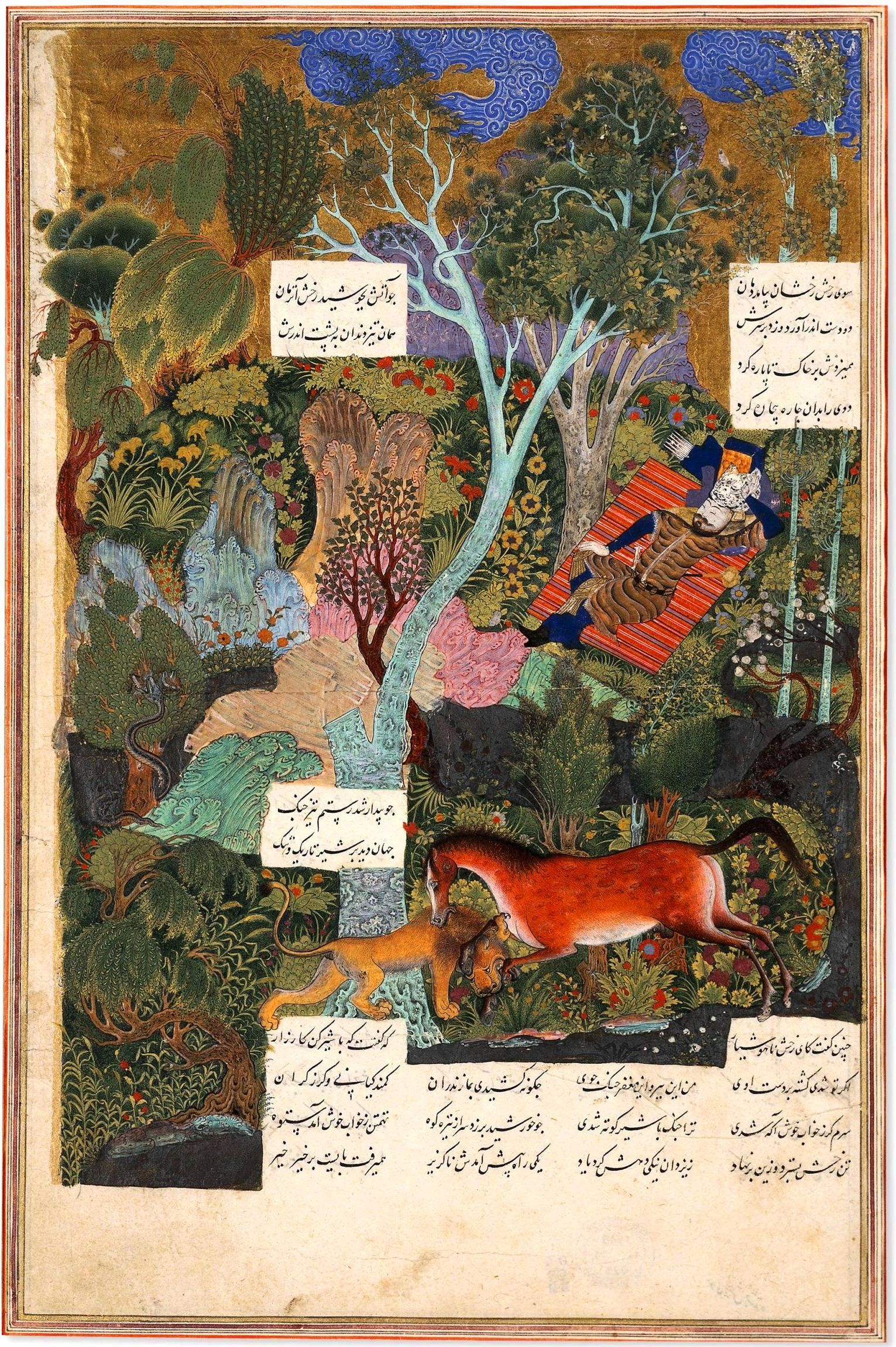
Miniatura persa del Shahnameh de Shah Tahmasp : Rostam dormido, mientras su caballo Rajsh mata a un león, fol. 118r.

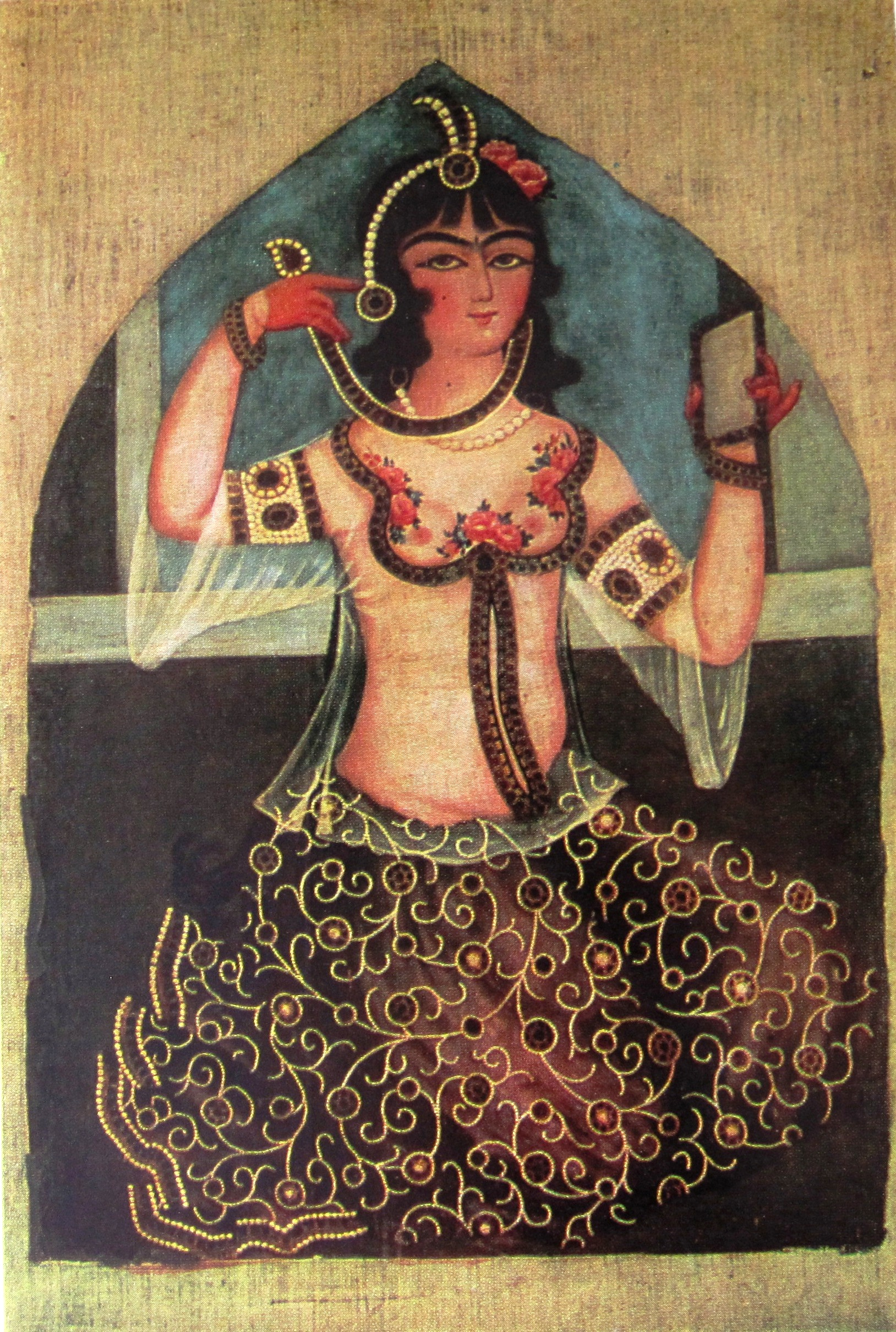
Chica con espejo. Arte de la dinastía kayar.

Una sociedad persianizada, persianada[cita requerida] o apersianizada es una sociedad que está basada o fuertemente influenciada por el idioma, cultura, literatura, arte y/o identidad persas. : 6 

Proviene de "Persianate" y se atribuye al historiador Marshall Hodgson, quien, en su libro de 1974, The Venture of Islam: The expansion of Islam in the Middle Periods (La aventura del Islam: la expansión del Islam en los períodos medios), lo definió así: 
"El ascenso del persa tuvo consecuencias más que puramente literarias: sirvió para llevar una nueva orientación cultural general dentro del mundo islámico.... La mayoría de los idiomas más locales de alta cultura que surgieron después entre los musulmanes… dependieron total o parcialmente del persa respecto a su principal inspiración literaria. Podemos llamar a todas estas tradiciones culturales, transmitidas en persa o reflejando la inspiración persa, 'persianizada' por extensión." : 293–94 
El término designa a las etnias persas, pero también a sociedades que pueden no haber sido étnicamente persas, pero cuyas actividades culturales lingüísticas, materiales o artísticas fueron influenciadas o se basaron en la cultura persa. Ejemplos de sociedades "persianizada" previas al siglo XIX fueron las dinastías selyúcida, timúrida, mogol y otomana.

## Lista de estados o dinastías históricas asociadas a la cultura persa

### Situados en el Gran Irán
- Gaznávidas
- Imperio gúrida
- Imperio samánida
- Gran Imperio Selyúcida
- Dinastía Jorezmita
- Ilkanato
- Imperio timúrida
- Dinastía búyida
- Ak Koyunlu
- Kara Koyunlu
- Shirvanshah
- Imperio safávida
- Dinastía afsárida
- Dinastía zand
- Dinastía kayar

### Situados en Asia Menor
- Sultanato de Rum
- Imperio selyúcida
- imperio otomano

### Situados en el sur de Asia
- Sultanato de Delhi
  - Sultanato mameluco (Delhi)
  - Dinastía Khalji
  - Dinastía Tughlaq
  - Dinastía sayyida
  - Dinastía Lodi
- Sultanato de Bengala
- Sultanatos del Decán
- Imperio mogol
- Imperio suri
- Hyderabad
- Imperio sij

## Historia
La cultura persianizada floreció durante casi catorce siglos. Era una mezcla de las culturas persa e islámica que eventualmente pasó por un proceso de persianización y se convirtió en la cultura dominante de las clases gobernantes y de élite del Gran Irán, Asia Menor y el Sur de Asia.
Cuando los pueblos del Gran Irán fueron conquistados por fuerzas islámicas en los siglos VII y VIII, se convirtieron en parte de un imperio mucho más grande que cualquier otro imperio anterior bajo el dominio persa. Si bien la conquista islámica llevó a la arabización del idioma y la cultura en los antiguos territorios bizantinos, no ocurrió así en Persia. En cambio, la nueva cultura islámica que evolucionó allí se basó en gran medida en las tradiciones persas preislámicas de la región, así como en las costumbres islámicas que fueron introducidas en la región por los conquistadores árabes.
La cultura persianizada, especialmente entre las clases de élite, se extendió por los territorios musulmanes en el occidente, centro y sur de Asia, si bien poblaciones de esta vasta región tenían lealtades (sectarias, locales, tribales y étnicas) conflictivas y hablaban muchos idiomas diferentes. Fue difundida por poetas, artistas, arquitectos, artesanos, juristas y académicos, que mantuvieron relaciones con sus pares en las lejanas ciudades del mundo persianado, desde Anatolia hasta la India.
La cultura persianizada involucró modos de conciencia, ethos y prácticas religiosas que han persistido en el mundo iraní en contra de constructos culturales hegemónicos musulmanes árabes (sunitas). Esto formó una estructura calcificada persianizada de pensamiento y experiencia de lo sagrado, arraigada durante generaciones, que más tarde informó la historia, la memoria histórica y la identidad entre los leales a los alides (los descendientes de Alí y sus seguidores) y grupos heterodoxos que autoridades con orientadas por la sharia etiquetaron como ghulāt. En cierto modo, además de invertir en la noción de heteroglosia, la cultura persianizada encarna el pasado iraní y las formas en que este pasado se mezcló con el presente islámico o se transmutó. El cambio histórico ocurrió en gran medida en un modelo binario: una lucha entre los paisajes religiosos de la antigüedad iraní tardía y un paradigma monoteísta brindado por la nueva religión, el islam.
Esta dualidad se expresa simbólicamente en la tradición chií según la cual Husáin ibn Ali, el tercer imán chiita, se habría casado con Shahrbanu, hija de Yazdegerd III, el último rey sasánida de Irán. Tal genealogía convierte a los imanes posteriores, descendientes de Husáin y Shahrbanu, en los herederos tanto del profeta islámico Mahoma como de los reyes sasánidas preislámicos.

## Orígenes
Tras la conquista árabe musulmana de Irán, el pahlavi, el idioma del Irán preislámico, se siguió usando ampliamente hasta bien entrado el segundo siglo islámico (siglo VIII) como un medio de administración en las tierras orientales del Califato. A pesar de la islamización de los asuntos públicos, los iranios mantuvieron gran parte de su perspectiva y estilo de vida preislámicos, ajustados para adaptarse a las demandas del Islam. Hacia finales del siglo VII, la población empezó a quejarse del costo de mantener a los califas árabes, los omeyas, y en el siglo VIII, un levantamiento general iranio, liderado por Abu Muslim Jorasani, llevó al trono califal a otra familia árabe, los abasíes.
Bajo los abasíes, la capital se trasladó de Siria a Irak, que había formado parte del Imperio sasánida y aún se consideraba parte del dominio cultural iranio. La cultura persa y las costumbres de los visires persas barmáquidas se convirtieron en el estilo de la élite gobernante. Desde el punto de vista político, los abasíes pronto empezaron a perder su control sobre los iranios. Los gobernadores de Jorasán, los tahiríes, si bien nombrados por el califa, eran efectivamente independientes. Cuando los saffaríes persas de Sistán liberaron las tierras orientales, los búyidas, los ziyáridas y los samánidas en el occidente de Irán, Mazandaran y el nororiente respectivamente, declararon su independencia.
La separación de los territorios orientales de Bagdad se expresó en una cultura apersianizada distintiva que se volvió dominante en el occidente, centro y sur de Asia, y fue la fuente de innovaciones en el resto del mundo islámico. La cultura persianizada estuvo marcada por el uso del idioma nuevo persa como medio de administración y discurso intelectual, por el ascenso de turcos persianizados al control militar, por la nueva importancia política de ulamas no árabes y por el desarrollo de una sociedad islámica étnicamente compuesta.
El pahlavi era la lengua franca del Imperio Sasánida antes de la invasión árabe, pero hacia finales del siglo VII y comienzos del VIII, el idioma árabe se convirtió en un medio de expresión literaria. En el siglo IX, un idioma neopersa surgió como el idioma administrativo y literario. Las dinastías tahiríes y saffaríes siguieron utilizando el persa como idioma informal, aunque para ellos el árabe era "el idioma para escribir cualquier cosa que valiera la pena, desde la poesía hasta la ciencia," pero los samánidas hicieron del persa un idioma de aprendizaje y discurso formal. El idioma que apareció en los siglos IX y X era una nueva forma de persa, derivada del persa medio de la época preislámica, pero enriquecido ampliamente por el vocabulario árabe y escrito en alfabeto árabe.
El idioma persa, según Marshall Hodgson en su The Venture of Islam, iba a constituir el principal modelo para el ascenso de otras lenguas al nivel literario. Como fue el caso del turco, la mayoría de las lenguas más locales de alta cultura que surgieron luego entre los musulmanes fueron fuertemente influenciadas por el persa (siendo el urdu un excelente ejemplo). Se puede llamar a estas tradiciones, transmitidas en persa o reflejando inspiración persa, 'persianizada' por extensión. Este parece ser el origen del término inglés "persianate".

## Expansión

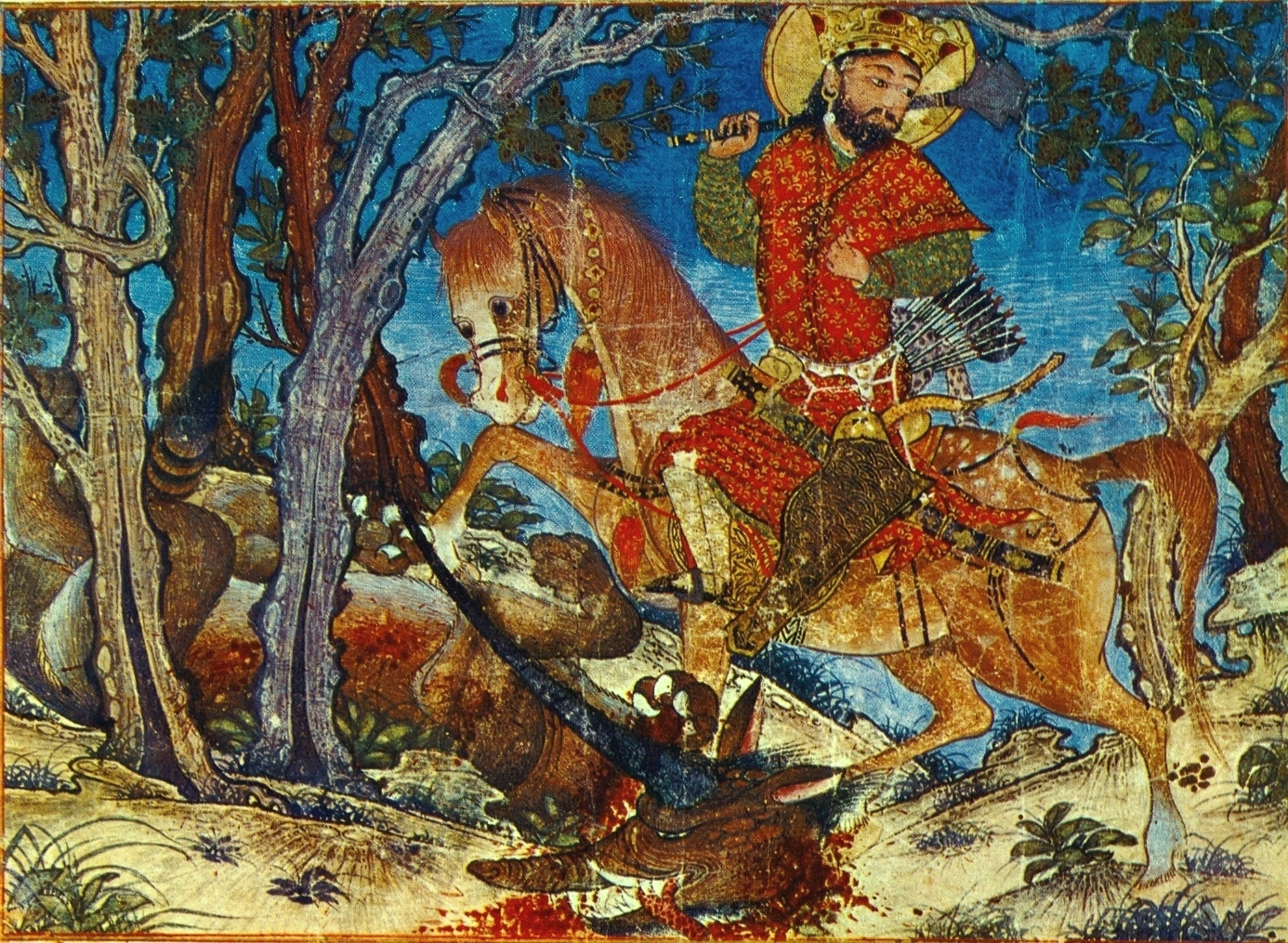
Gran Shahnameh mongol, 1330, Bahram Gur matando a un lobo, Museo de Arte de la Universidad de Harvard

La dinastía irania de los samánidas empezó a escribir sus asuntos judiciales tanto en persa como en árabe, y la primera gran poesía en persa nuevo fue escrita para la corte samánida. Los samánidas favorecieron la traducción de obras religiosas del árabe al persa. Además, las autoridades cultas del Islam, los ulama, comenzaron a usar la lengua franca persa en público. El mayor logro literario en el idioma neopersa temprano fue el Shahnameh (Libro de Reyes), presentado por su autor Ferdousí a la corte de Mahmud de Gazni (998-1030). Esto constituyó una suerte de resurrección nacionalista irania: Ferdousí consolidó el sentimiento nacionalista persa invocando imágenes heroicas persas preislámicas y consagró en forma literaria las historias populares más preciadas.

El Shahnameh de Ferdousí disfrutó de un estatus especial en la cultura cortesana irania como narrativa tanto histórica como mítica. El poderoso efecto que llegó a tener este texto en los poetas de este período se debe en parte al valor que se le atribuyó como fuerza legitimadora, en especial para nuevos gobernantes en el mundo islámico oriental:
En la tradición persianizada, el Shahnameh se consideraba más que literatura. Era también un tratado político, en tanto abordaba concepciones hondamente arraigadas sobre el honor, la moral y la legitimidad. Sus versiones ilustradas se consideraban deseables como expresión de las aspiraciones y políticas de las élites gobernantes en el mundo iranio.
La cultura persianizada que surgió bajo los samánidas en el Gran Jorasán, en el noreste de Persia y las tierras fronterizas de Turquestán expuso a los turcos a la cultura persianizada. La incorporación de los turcos al cuerpo principal de la civilización islámica del Medio Oriente, que fue seguida por los gaznávidas, comenzó pues en Jorasán: "Los habitantes de Jorasán no solo no sucumbieron al idioma de los invasores nómadas, sino que les impusieron a estos su propia lengua. La región pudo incluso asimilar a los turcos gaznávidas y selyúcidas (siglos XI y XII), a los timúridas (siglos XIV y XV) y a los kayar (siglos XIX y XX).
Los gaznávidas, rivales y futuros sucesores de los samánidas, gobernaron sobre los extremos al sureste de los territorios de los samánidas desde la ciudad de Gazni. Académicos y artistas persas acudieron en masa a su corte, y los gaznávidas se convirtieron en mecenas de la cultura persianizada. Los gaznávidas llevaron consigo la cultura persianada mientras subyugaban el occidente y el sur de Asia. Además de Ferdousí, Rumi, Avicena, Al-Biruni, Onsorí Baljí, Farroji Sistaní, Sanai Gaznavi y Abu Sahl Testari fueron algunos de los grandes científicos y poetas iranios del período bajo el patrocinio de los gaznávidas.
La cultura persianizada fue llevada por sucesivas dinastías hacia Asia occidental y meridional, en particular por los persianizados selyúcidas (1040-1118) y sus estados sucesores, que gobernaron Irán, Siria y Anatolia hasta el siglo XIII, y por los gaznávidas, que en el mismo período dominaron el Gran Jorasán y partes de la India. Estas dos dinastías juntas llevaron los centros del mundo islámico hacia el oriente. Las instituciones estabilizaron la sociedad islámica en una forma que habría de persistir, al menos en Asia occidental, hasta el siglo XX.
Los gaznávidas trasladaron su capital de Gazni a Lahore en Pakistán moderno, ciudad a la que convirtieron en otro centro de cultura islámica. Bajo su mecenazgo, poetas y académicos de Kasgar, Bujará, Samarcanda, Bagdad, Nishapur, Amol y Gazni se congregaron en Lahore. Así, la lengua persa y la cultura persianizada se introdujeron profundamente en la India y se expandieron hasta el siglo XIII. Los selyúcidas obtuvieron una victoria decisiva sobre los gaznávidas y se extendieron hasta Jorasán; llevaron la cultura persianada hacia el oeste hasta Persia occidental, Irak, Anatolia y Siria. El Irán mismo, junto con Asia Central, se convirtió en el corazón de la lengua y cultura persas.
Mientras los selyúcidas llegaban a dominar el Asia occidental, sus cortes se persianizaron hacia el oeste, incluso hasta el mar Mediterráneo. Bajo su gobierno, muchas artes tradicionales iranias preislámicas, como la arquitectura sasánida, resucitaron y grandes académicos iraníes recibieron patrocinio. A la vez, las instituciones religiosas islámicas se hicieron más organizadas y la ortodoxia sunita se hizo más codificada.
El jurista y teólogo persa Al-Ghazali fue uno de los académicos de la corte selyúcida en proponer una síntesis del sufismo y la sharia, que se convirtió en la base de una teología islámica más rica. Formulando el concepto sunita de la división entre autoridades temporales y religiosas, ofreció una base teológica para la existencia del sultanato, una oficina temporal junto al califato, que para la época era simplemente una oficina religiosa. El principal medio institucional para establecer un consenso de los ulama sobre estos asuntos dogmáticos fueron los Nezamiyeh, (más conocidos como las madrasas), así llamados en honor a su fundador, Nizam al-Mulk, un visir persa de los sultanes selyúcidas. Estas escuelas se convirtieron en el medio de unir a los ulemas suníes, quienes legitimaron el gobierno de los sultanes. En tanto las burocracias estaban integradas por egresados de las madrasas, tanto los ulemas como las burocracias estaban bajo la influencia de estimados profesores de estas escuelas. : 14  : 224–30 

### El impacto delShahnamehy la afirmación de la cultura persianizada
Como resultado del impacto de la literatura persa, así como con el ánimo de adelantar ambiciones políticas, se hizo costumbre entre los gobernantes en las tierras persianizadas no solo encargar copias del Shahnameh, sino también hacer escribir sus propias epopeyas, lo que permitió a los poetas de la corte intentar alcanzar el nivel de Ferdousí:
Así pues, como con cualquier otro escrito histórico, el Shahnameh puede evaluarse como fuente histórica en dos niveles: en primer lugar, por su contribución al acervo de conocimientos fácticos básicos de un período, y en segundo lugar, por la luz que arroja, intencionadamente o no, sobre el pensamiento y la política contemporáneos.
Los poetas iranios y persianizados recibieron el Shahnameh y se inspiraron en él. Murtazavi clasifica en tres categorías tales obras: poetas que tomaron material no cubierto en la epopeya, poetas que elogiaron a sus mecenas y antepasados en forma de masnaví a cambio de recompensas monetarias, y poetas que escribieron poemas para gobernantes que se veían a sí mismos como héroes en el Shahnameh, haciendo eco de la tendencia samánida previa de patrocinar al Shahnameh para obtener textos legitimizantes.
En primer lugar, poetas persas intentaron extender la cronología hasta un período posterior, tales como el Zafarnama del historiador del ilkanato Hamdallah Mustawfi (fallecido en 1334 o 1335), que trata de la historia de Irán desde la conquista árabe hasta los mongoles y es más extenso que la obra de Ferdousí. El valor literario de estas obras debe considerarse de manera individual, como advierte Rypka: "No es posible valorar todas estas numerosas epopeyas de manera muy positiva, por no hablar de aquellas obras que eran sustancialmente (o literalmente) copias de Ferdousí. No obstante, hay excepciones, como el Zafar-Nameh de Hamda'llah Mustawfi, una continuación valiosa históricamente del Shah-nama" o el Shahanshahnamah (o Changiznamah) de Ahmad Tabrizi en 1337-1338, que es una historia de la mongoles escrita para Abu Sa'id.
En segundo lugar, los poetas versificaban la historia de un gobernante contemporáneo a cambio de recompensas, por ejemplo el Ghazannameh, escrito entre 1361 y 1362 por Nur al-Din ibn Shams al-Din. En tercer lugar, héroes que no eran tratados en el Shahnameh o aquellos que tenían papeles menores en él se convirtieron en sujetos de sus propias epopeyas, como es el caso en el Garshāspnāmeh de Asadi Tusi, del siglo XI. Esta tradición, principalmente timúrida, dio como resultado la creación de epopeyas de conquista islámicas, como las discute Marjan Molé. Véase también la clasificación de epopeyas empleada por Z. Safa: millí (nacionales, las inspiradas en la epopeya de Ferdousí), tarijí (históricas, las escritas en imitación del Iskandarnamah de Nizami) y diní para las obras religiosas. La otra fuente de inspiración de la cultura persianada fue otro poeta persa, Nezamí, uno de los escritores más admirados, ilustrados e imitados de masnavíes románticos.
Junto con las obras de Ferdousí y Nezamí, el jamseh de Amir Jusraw Dehlavi llegó a gozar de un tremendo prestigio, y se reprodujeron múltiples copias en las cortes persianizadas. Seyller ha recopilado un catálogo útil de todas las copias conocidas de este texto.

## Diferenciación
En el siglo XVI, la cultura persianizada se diferenció claramente del mundo árabe hacia el occidente, esta zona de separación situada a lo largo del Éufrates. Socialmente, el mundo persianizado se caracterizó por un sistema de estatus de élite definido etnológicamente: los gobernantes y sus tropas eran de origen no iranio, pero los cuadros administrativos y los literatos eran iranios. Los asuntos culturales estaban marcados por un patrón característico de uso de la lengua: El neopersa era la lengua de los asuntos de estado, la erudición y la literatura, y el árabe la lengua de la religión.

## Los safávidas y la resurrección de la iranidad en Asia Occidental
La dinastía safávida ascendió al predominio en Irán en el siglo XVI—la primera dinastía nativa irania desde los búyidas. Los safávidas, de ascendencia mixta kurda, túrquica, georgiana, circasiana y griega póntica, se trasladaron a la región de Ardebil en el siglo XI. Reafirmaron la identidad persa en muchas partes de Asia occidental y central, estableciendo un estado persa independiente y patrocinando la cultura persa. Convirtieron a Irán en el bastión espiritual del chiismo contra los ataques del islam sunita ortodoxo, y en un depósito de las tradiciones culturales persas y la conciencia de la identidad persa. : 228 
El fundador de la dinastía, el shah Ismail, adoptó el título de emperador persa Pādišah-ī Īrān, con la noción implícita de un estado iranio extendiéndose desde Afganistán hasta el Éufrates y el Cáucaso norte, y desde el Oxus hasta los territorios sureños del Golfo Pérsico. : 228 Los sucesores del shah Ismail fueron más allá y adoptaron el título de Shāhanshāh (lit. rey de reyes). Los reyes safávidas se consideraban a sí mismos, como lo hicieron sus predecesores los emperadores sasánidas, los judāygān (la sombra de Dios en la tierra). : 226 Revivieron la arquitectura sasánida, : 226 construyeron grandes mezquitas y elegantes jardines charbagh, coleccionaron libros (un gobernante safávida tuvo una biblioteca de 3.000 volúmenes) y patrocinaron a "Hombres de la pluma." : 105 Los safávidas introdujeron el chiismo en Persia para distinguir a la sociedad persa de los otomanos, sus archirrivales suníes en el oeste.

## Otomanos

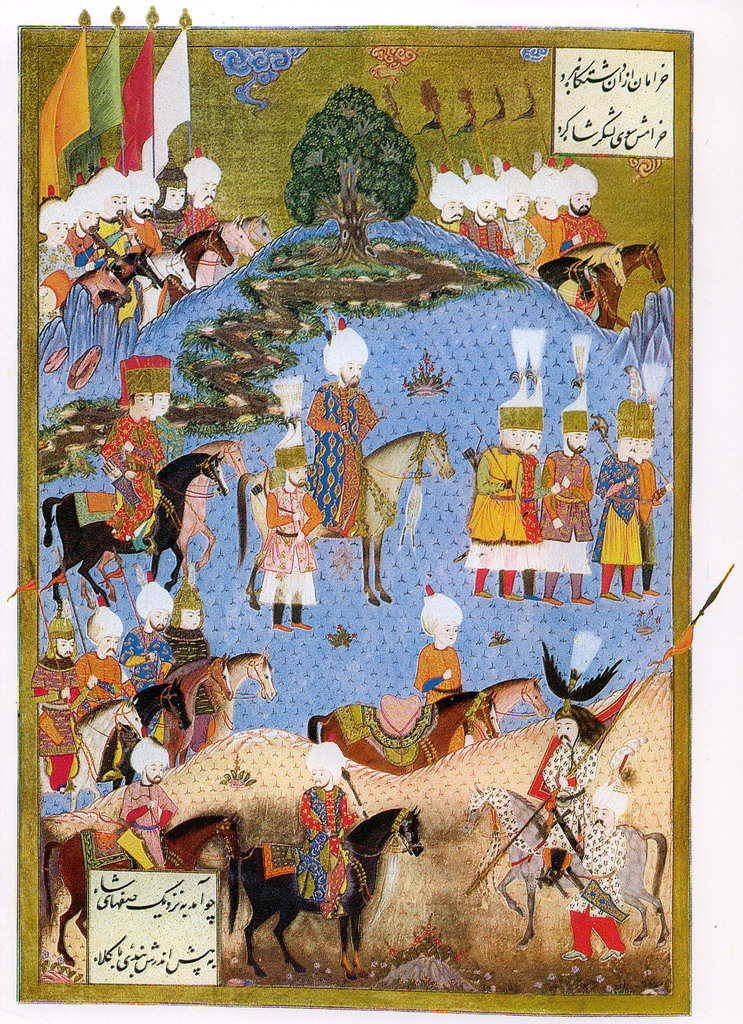
El manuscrito otomano (El Libro de Solimán) de Celebi, en estilo shirazi con textos persas

A comienzos del siglo XIV, los otomanos alcanzaron el predominio en Asia Menor. Los otomanos patrocinaron la literatura persa durante cinco siglos y medio y atrajeron a un gran número de escritores y artistas, especialmente en el siglo XVI. Uno de los poetas persas más reconocidos en la corte otomana fue Fethullah Arifi Çelebi, también pintor e historiador, y autor del Süleymanname (o Suleyman-nama), una biografía de Solimán el Magnífico. Hacia finales del siglo XVII, abandonaron el persa como lengua de la corte y administrativa, usando el turco en su lugar, decisión que conmocionó a los mogoles altamente persianizados en la India.: 159 El sultán otomano Solimán escribió un diwan completo en lengua persa. De acuerdo con Hodgson:
El auge del persa (la lengua) tuvo algo más que consecuencias puramente literarias: sirvió para traer una nueva orientación cultural general dentro de la islamidad. A partir de entonces, mientras el árabe se mantuvo como lengua principal de las disciplinas religiosas e incluso, en gran medida, de las ciencias naturales y la filosofía, el persa se convirtió, en una parte cada vez más grande de la islamidad, en la lengua de la cultura educada; invadió incluso el ámbito de la erudición con efectos cada vez mayores. Fue el principal modelo para el auge de otras lenguas. Poco a poco surgió una tercera lengua "clásica," el turco, cuya literatura se basaba en la tradición persa.
Vale la pena[¿quién?] citar con más detalle la evaluación que hace Toynbee sobre el rol de la lengua persa, como se describe en su Estudio de la historia:
En el mundo iranio, antes de que empezara a sucumbir al proceso de occidentalización, la lengua neopersa, que se había plasmado literariamente en portentosas obras de arte... se impuso como lingua franca; y en su momento más amplio, hacia el final de los siglos XVI y XVII de la era cristiana, su alcance en esta función se extendió sin interrupción por toda la faz de Europa sudoriental y Asia sudoccidental, desde el bajalato otomano de Buda, que se había erigido sobre las ruinas del reino cristiano occidental de Hungría tras la victoria otomana en Mohácz en 1526, hasta los "estados sucesores" musulmanes que se crearon, tras la victoria de los príncipes musulmanes del Decán en Talikota en 1565, sobre los restos del masacrado imperio hindú de vijayanagara. Para este vasto imperio cultural, la lengua neopersa estaba en deuda con los brazos de constructores de imperio de habla turca, criados en la tradición irania y, por lo tanto, cautivados por el hechizo de la literatura neopersa, cuyo destino militar y político había sido proporcionar un estado universal para la cristiandad ortodoxa en la forma del Imperio otomano y otro para el mundo hindú en la forma del Raj mogol timúrida. Estos dos estados universales de construcción irania sobre terreno cristiano ortodoxo y sobre terreno hindú fueron debidamente anexados, de acuerdo con las afinidades culturales propias de sus constructores, al dominio original de la lengua neopersa en las tierras natales de la civilización iraní en la meseta iraní y en la cuenca de los ríos Oxus y Jaxartes. Y en el apogeo de los regímenes mogol, safávida y otomano, el neopersa fue patrocinado como la lengua de literae humaniores por parte del elemento gobernante sobre la totalidad de este enorme reino, mientras que se empleaba también como lengua oficial de la administración en aquellos dos tercios de su reino que se encontraban dentro de las fronteras safávida y mogol.
E. J. W. Gibb es el autor de la obra estándar sobre historia de la poesía otomana, A Literary History of Ottoman Poetry (en seis volúmenes), cuyo nombre ha perdurado en una importante serie de publicaciones de textos árabes, persas y turcos, la llamada Gibb Memorial Series. Gibb clasifica la poesía otomana entre la de "vieja escuela", desde el siglo XIV hasta aproximadamente mediados del siglo XIX, tiempo durante el cual la influencia persa fue dominante, y de "escuela moderna," que se originó como resultado del impacto occidental. De acuerdo con Gibb:
los turcos se apropiaron de manera muy temprana de todo el sistema literario persa hasta en sus más mínimos detalles, y de la misma manera incondicional y sincera en que ya habían aceptado el islam.
Los selyúcidas habían, en palabras del mismo autor:
alcanzado un grado de cultura muy considerable, gracias enteramente a la tutela persa. Hacia mediados del siglo XI, [los selyúcidas] habían invadido Persia, cuando, como a menudo sucedía, los conquistadores bárbaros adoptaron la cultura de sus súbditos civilizados. Rápidamente, los turcos selyúcidas impulsaron su conquista hacia el occidente, llevando siempre consigo la cultura persa... [d]e forma que, cuando unos ciento cincuenta años más tarde el hijo de Solimán [el líder de los otomanos]... incursionó en Asia Menor, [los otomanos] descubrieron que, aunque el turco selyúcida era el lenguaje cotidiano del pueblo, el persa era la lengua de la corte, mientras que la literatura y la cultura persas reinaban de forma suprema. Es a los selyúcidas, con los que se fusionaron de esta manera, a quienes los otomanos, propiamente dichos, les deben su educación literaria; ésta, por tanto, era necesariamente persa, ya que los selyúcidas no conocían ninguna otra. Los turcos no se contentaron con aprender de los persas cómo expresar el pensamiento, sino que acudieron a ellos para aprender qué pensar y de qué manera. En cuestiones prácticas, en los asuntos de la vida cotidiana y en los asuntos de gobierno, preferían sus propias ideas, pero en la esfera de la ciencia y la literatura iban a la escuela con el persa, con la intención no solo de adquirir este método, sino de adentrarse en su espíritu, pensar sus pensamientos y sentir sus sentimientos. Y en tal escuela continuaron en tanto hubiera un maestro que les enseñara, pues el paso dado así al principio se convirtió en una práctica, se convirtió en la norma de los poetas turcos mirar siempre hacia Persia en busca de orientación y seguir cualquier moda que allí pudiera prevalecer. De este modo, durante siglos la poesía otomana siguió reflejando como en un cristal las diversas fases por las que pasó la de Persia... Los primeros poetas otomanos, y sus sucesores a lo largo de muchas generaciones, se esforzaron con todas sus fuerzas por escribir lo que llega a poco más que poesía persa en palabras turcas. Sin embargo, ese no era su objetivo consciente; no soñaban con el sentimiento nacional en la poesía; la poesía era para ellos una e indivisible, y la lengua en la que se escribía un mero accidente sin importancia.

## Cultura persianizada del sur de Asia
En general, desde sus primeros días, la cultura persa fue llevada al subcontinente (o sur de Asia) por varias dinastías persianizadas turcas y afganas. La sociedad del sur de Asia se enriqueció con la afluencia de académicos, historiadores, arquitectos, músicos y otros especialistas de habla persa e islámicos de alta cultura persianizada que huían de la devastación mongola. Los sultanes de Delhi, que eran de origen turco-afgano, modelaban su estilo de vida de acuerdo con las altas clases persas. Patrocinaron la literatura y la música persas, pero se hicieron particularmente notables por su arquitectura, en tanto sus constructores se basaban en la arquitectura irano-islámica, combinándola con tradiciones indias para producir una profusión de mezquitas, palacios y tumbas sin igual en ningún otro país islámico. El pensamiento especulativo de la época en la corte mogol, como en otras cortes persianadas, se inclinaba hacia la dimensión gnóstica ecléctica del islam sufí, teniendo similitudes con el vedantismo hindú, el  movimiento indígena bhakti y la teosofía popular.
Los mogoles, que eran de ascendencia turcomongola, fortalecieron la cultura indo-persa en el sur de Asia. Durante siglos, académicos-funcionarios iranios habían emigrado a la región, en donde su conocimiento de la cultura y administración persianizada les aseguraba un servicio de honor dentro del imperio mogol.[cita requerida] : 24–32 Redes de maestros educados y madrasas enseñaron a generaciones de jóvenes del sur de Asia el idioma y la literatura persa, además de los valores y las ciencias islámicos. Además, instituciones educativas como Farangi Mahall o el Delhi College desarrollaron planes de estudios innovadores e integrados para modernizar a los sudasiáticos de habla persa. : 33 Cultivaron el arte persa, atrayendo a sus cortes a artistas y arquitectos de Bujará, Tabriz, Herat, Shiraz y otras ciudades del Gran Irán. El Taj Mahal y su charbagh fueron encargados por el emperador mogol Sha Jahan para su novia irania, Mumtaz Mahal.
Poetas iraníes, como Sa'di, Hafez, Rumi o Nezamí, que fueron grandes maestros del misticismo sufí del mundo persianizado, eran los favoritos de los mogoles. Sus obras se encontraban en las bibliotecas mogoles y se contaban entre las posesiones más preciadas de los emperadores, que se regalaban unos a otros; Akbar y Jahangir los citaban a menudo, lo que implica que en gran medida los habían absorbido. Una nota autografiada de Jahangir y Sha Jahan en una copia del Gulestān de Sa'di muestra que era para ellos su posesión más preciada.: 101, cat. no. 36 a.c El Sha Jahan hizo un regalo de un Gulestān a Jahanara Begum, un incidente que ella registra con su firma. : 332.38, Cat. no. 136a.f El Sha Jahan también consideró la misma obra lo suficientemente digna como para ser enviada de regalo al rey de Inglaterra en 1628, copia que actualmente se encuentra en la Biblioteca Chester Beatty de Dublín. El emperador a menudo sacaba augurios de una copia del diván de Hafez perteneciente a su abuelo, Humayun. Se tiene registro de uno de esos incidentes con su propia letra en los márgenes de una copia del diwan, que se encuentra actualmente en la Biblioteca Oriental Khuda Bakhsh en Patna. Los poetas cortesanos Naziri, 'Urfi, Faizi, Khan-i Khanan, Zuhuri, Sanai, Qodsi, Talib-i Amuli y Abu Talib Kalim fueron todos maestros imbuidos de un espíritu sufí similar, siguiendo así las normas de cualquier corte persianada.
La tendencia hacia el misticismo sufí a través de la cultura persianizada en los círculos de la corte mogol también está atestiguada por el inventario de libros que se conservaban en la biblioteca de Akbar, y su historiador, Abu'l Fazl, los menciona especialmente en el Ā'in-ī Akbarī. Algunos de los libros que eran leídos continuamente al emperador incluyen los masnavis de Nizami, las obras de Amir Jusrow, Sharaf Manayri y Jami, el Masnavi i-manavi de Rumi, el Jām-i Jam de Awhadi Maraghai, el Hakika o Sanā 'i, el Qabusnameh de Keikavus, Gulestān y Būstān de Sa'di, y los diwans de Khaqani y Anvari.
Esta simetría intelectual se mantuvo hasta finales del siglo XIX, cuando un periódico persa, Miftah al-Zafar (1897), hizo campaña a favor de la formación de la Anjuman-i Ma'arif, una academia dedicada al fortalecimiento de la lengua persa como idioma científico.

## Medios de la cultura persianizada

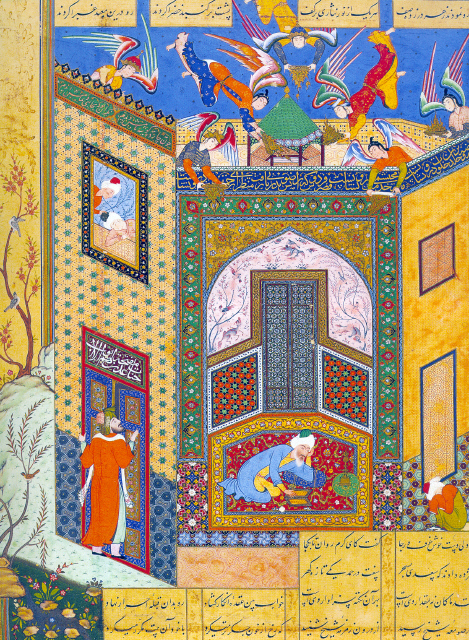
Ilustración de la Rosaleda de los Piadosos de Jami, fechada en 1553. La imagen combina la poesía persa y la miniatura persa en una sola, como es norma en muchas obras de literatura persa.

### Poesía persa (poesía sufí)
Desde aproximadamente el siglo XII, la poesía lírica persa se enriqueció con una espiritualidad y una profundidad devocional que no se encuentran en obras anteriores. Tal desarrollo se debió a la difusión generalizada de la experiencia mística dentro del islam. El sufismo se desarrolló en todas las tierras musulmanas, incluyendo la esfera de influencia cultural persa. Como contrapeso a la rigidez de la teología y la ley islámicas formales, el misticismo islámico buscaba acercarse a lo divino por medio de actos de devoción y amor en lugar de meros rituales y observancia. Siendo el amor de Dios el centro de los sentimientos religiosos sufíes, era natural que lo expresaran en términos líricos, y los sufíes persas, a menudo de excepcional sensibilidad y llenos de brío poético, no dudaron en hacerlo. Abu Sa'id de Mehna, un famoso sufí del siglo XI, usó con frecuencia sus propios cuartetos de amor (así como otros) para expresar sus anhelos espirituales, y con poetas místicos como Attar o Iraqi, el misticismo se convirtió en un tema legítimo e incluso popular de poemas líricos entre las sociedades persianizadas. Además, a medida que las órdenes y los centros sufíes (Khaneghah) se extendían por las sociedades persas, el pensamiento poético místico persa se convirtió gradualmente en una parte tan importante de la cultura común que incluso poetas que no compartían las experiencias sufíes se aventuraron a expresar ideas e imágenes místicas en sus obras.

## Conclusión
En tanto la amplia región cultural se mantuvo políticamente dividida, los agudos antagonismos entre imperios estimularon la aparición de variaciones de cultura persianizada. Después del año 1500, la cultura irania desarrolló características distintivas propias, con la interposición de una fuerte cultura preislámica y una cultura islámica chiita. La antigua relación cultural de Irán con el sur de Irak (Sumeria/Babilonia) se mantuvo fuerte y perduró con todo y la pérdida de Mesopotamia ante los otomanos. Su antigua relación cultural e histórica con el Cáucaso perdura hasta la actualidad, como se puede apreciar en Azerbaiyán, Armenia, el este de Georgia y partes del Cáucaso septentrional, incluso tras la pérdida de estas regiones ante la Rusia imperial tras las Guerras Ruso-Persas en el curso del siglo XIX. La cultura de los pueblos del Mediterráneo oriental en Anatolia, Siria y Egipto se desarrolló de manera algo independiente; India desarrolló un estilo sudasiático vibrante y completamente distinto, con escaso o ningún remanente de la cultura indo-persa, otrora patrocinada por los mogoles.